# Albert Korir
Albert Korir (2 marzo 1994) è un maratoneta keniota.

## Competizioni internazionali
2016
- Bronzo alla Maratona di Toronto ( Toronto) - 2h10'21"
- Argento alla Maratona di Barcellona ( Barcellona) - 2h10'08"

2017
- Oro alla Maratona di Vienna ( Vienna) - 2h08'40"
- Bronzo alla Maratona di Lubiana ( Lubiana) - 2h10'35"

2018
- Argento alla Maratona del lago Biwa ( Ōtsu) - 2h08'17"

2019
- Argento alla Maratona di New York ( New York) - 2h08'36"
- Oro alla Maratona di Ottawa ( Ottawa) - 2h08'03"

2021
- Oro alla Maratona di New York ( New York) - 2h08'22"

2022
- 6º alla Maratona di Boston ( Boston) - 2h08'50"
- 7º alla Maratona di New York ( New York) - 2h13'27"

2023
- 4º alla Maratona di Boston ( Boston) - 2h08'01"
- Argento alla Maratona di New York ( New York) - 2h06'57"

2024
- 5º alla Maratona di Boston ( Boston) - 2h07'47"
- Bronzo alla Maratona di New York ( New York) - 2h08'00"